# STS-72
إس تي إس-72 (بالإنجليزية: STS-72)‏ الرحلة الرابعة والسبعون ضمن برنامج مكوك الفضاء لوكالة ناسا، والرحلة العاشرة على متن مكوك الفضاء إنديفور، انطلقت الرحلة في 11 يناير 1996 من مركز كينيدي للفضاء ، وهبطت بتاريخ 20 يناير في مركز كينيدي للفضاء أيضاً، بعد ثمانية أيام و 22 ساعة مكثتها الرحلة في الفضاء، خلال الرحلة تم دعم مركبة فضاء لأبحاث الجاذبية تابعة إلى مركز تانيغاشيما الفضائي الياباني، بلغ عدد الرواد المشاركين في الرحلة ستة رواد من بينهم الياباني كويتشي واكاتا.